# Tver
Tver (en russe : Тверь) est une ville de Russie et la capitale administrative de l'oblast de Tver. C'est un important centre industriel et de transport situé sur le cours supérieur de la Volga — avant qu'elle n'atteigne le réservoir de Rybinsk —, à sa confluence avec les rivières Tvertsa et Tmaka. Sa population était de 416 442 habitants en 2016.

## Géographie
Tver est arrosée par la Volga, à son point de confluence avec la Tvertsa. Elle se trouve entre Moscou et Saint-Pétersbourg, à 163 km au nord-ouest de Moscou (176 km en empruntant la route).

## Histoire
D'abord simple fort, bâti par Vsevolod, prince de Vladimir-Souzdal en 1182, Tver devint vers 1250 la capitale d'une principauté autonome qui ne cessa d'exister qu'en 1490, une fois conquise par le tsar Ivan III.
Au XIVe siècle, la Principauté de Tver était l'une des plus importantes de la Russie et engagea une lutte sans merci contre la Grande-principauté de Moscou, pour conquérir l’hégémonie sur les terres russes ; or les princes de Moscou, dont Ivan Kalita, bénéficiaient du soutien décisif de la Horde d'or, dont ils se proclamaient vassaux, alors que Tver s'était révoltée plusieurs fois contre les oppresseurs mongols et cherchait à s'allier à la Lituanie. À la fin du XIVe siècle Moscou remporta cette compétition, en repoussant plusieurs invasions lituaniennes et en lançant une campagne militaire contre Tver, à laquelle participèrent les forces militaires de tout le Nord-Est russe . En 1380, les troupes de Tver, soumises, participèrent à la bataille du champ de Koulikovo sous le commandement de saint Dimitri de Don, prince de Moscou.
Après la conquête de l’Ingrie suédoise et la fondation de Saint-Pétersbourg en 1703, Tver, à mi-chemin entre les deux capitales, perdit toute son importance, se vida d'une partie de sa population et devint un simple bourg. La ville, détruite en 1763 par un incendie, fut reconstruite dans le style néoclassique par Catherine II.
La ville abrite sous l'Empire l'archevêché, une cour d'appel, un lycée, un séminaire, une école d'orphelins militaires, et un institut des jeunes nobles. Les principaux monuments principaux de la ville sont la cathédrale, le palais archiépiscopal, l'hôtel de ville, l'hôtel du gouvernement, le palais de justice, le marché et plusieurs places.
Durant la Seconde Guerre mondiale, la Wehrmacht occupe la ville durant deux mois du 17 octobre au 16 décembre 1941 par la 110e division d'infanterie et la 8e division d'infanterie. La ville est encerclée et reprise par l'Armée rouge pendant la bataille de Rjev.
De 1931 à 1990, la ville fut appelée Kalinine en hommage à Mikhaïl Kalinine (1875-1946), un dirigeant bolchevique qui fut ainsi honoré de son vivant.
Il existe une église catholique moderne, l'église de la Transfiguration.
En 2020, le gouvernement russe fait ôter deux plaques commémoratives de l'ancien bâtiment du NKVD le mur où furent assassinés dans les sous-sols des Polonais, l'information est diffusée par l'association russe Mémorial International
Ces plaques installées en 1991 (illégalement, selon le parquet de Tver) portaient les inscriptions : « En mémoire des suppliciés. Ici, dans les années 1930-1950 se trouvait la Direction du NKVD-MGB de l’oblast de Kalinine et sa prison intérieure » et : « À la mémoire des Polonais du camp d’Ostachkov assassinés par le NKVD à Kalinine. Avertissement au monde ». C'est l'association « Les familles de Katyn » qui a fait poser cette deuxième plaque (6295 Polonais assassinés reposent au cimetière de Mednoïé près de Tver)

## Population
Recensements (*) ou estimations de la population :
| 1787   | 1856   | 1897*  | 1913   | 1926*   | 1939*   |
| ------ | ------ | ------ | ------ | ------- | ------- |
| 15 100 | 12 900 | 53 544 | 63 000 | 106 021 | 216 131 |

| 1959*   | 1970*   | 1979*   | 1989*   | 2002*   | 2010*   |
| ------- | ------- | ------- | ------- | ------- | ------- |
| 260 974 | 345 112 | 411 548 | 450 941 | 408 903 | 403 606 |

| 2012    | 2013    | 2014    | 2015    | 2016    | - |
| ------- | ------- | ------- | ------- | ------- | - |
| 406 918 | 408 877 | 411 044 | 414 006 | 416 442 | - |

## Économie
Le groupe sidérurgique Arcelor Mittal annonce en 2007 la construction d'une usine à Tver, qui entre en service en 2010 et produit 1 million de tonnes d'acier par an. Elle possède une gare ferroviaire.

## Transports
Elle est reliée à Rjev et à Iaroslavl par la route fédérale R132.

## Enseignement
- Université de Tver, fondée en 1870 et regroupant 10 000 étudiants ;
- Université d'État de médecine de Tver, fondée en 1954 ;
- Académie agricole nationale de Tver, fondée en 1971.

## Patrimoine

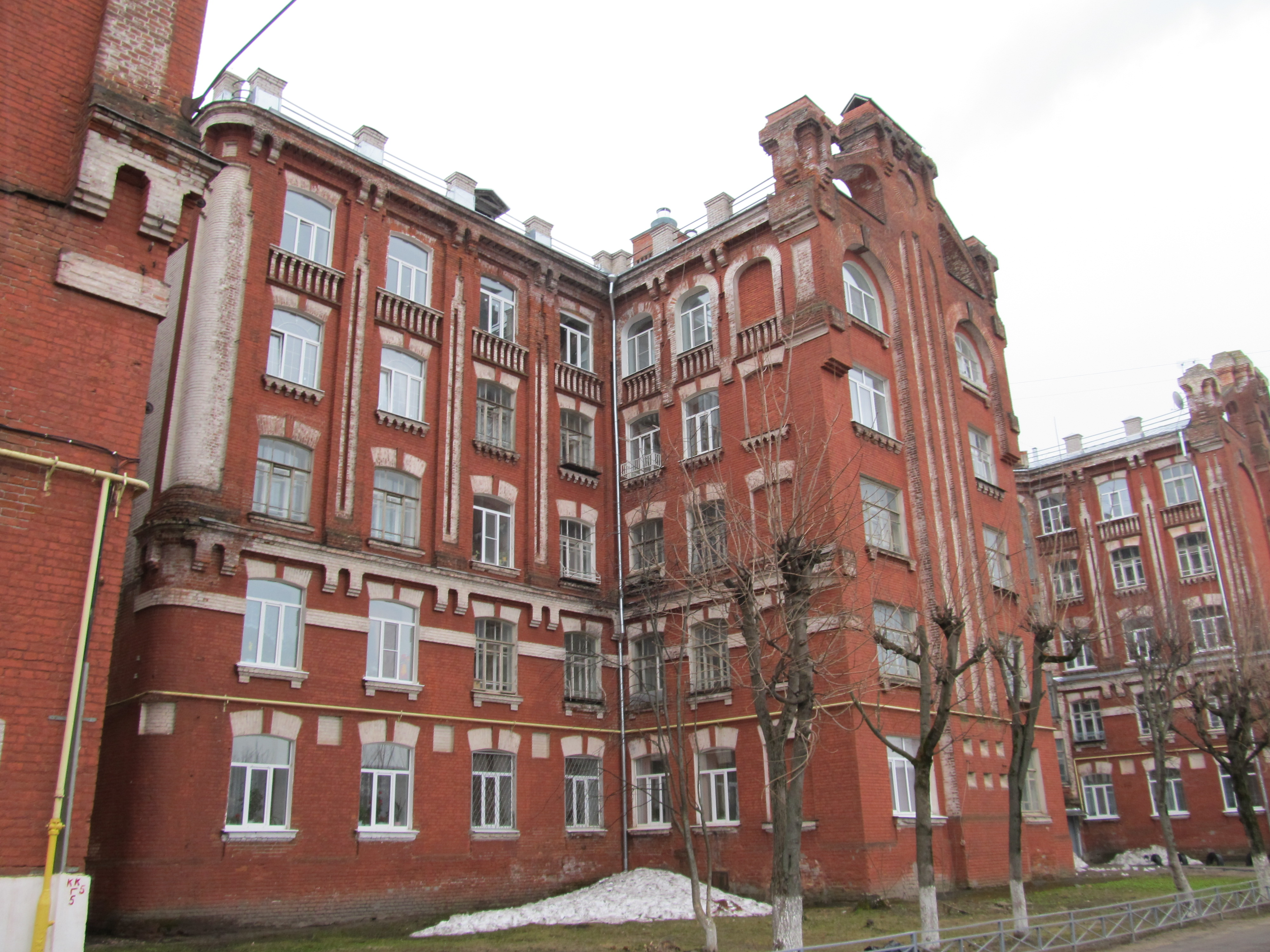
Cité Morozovski.

- Cité Morozovski.Complexe Proletarka ou cité ouvrière Morozovski
- Cathédrale de la Transfiguration du Seigneur (1285 détruit en 1935 et reconstruit en 2014)
- Monastère de l'Assomption Otroch (1265 détruit Dans les années 1930 sauf la cathédrale)
- Couvent de Catherine (1996)

## Jumelages
- Bergame (Italie)
- Besançon (France) depuis 1996
- Buffalo (États-Unis) depuis 1989
- Hämeenlinna (Finlande)
- Kaposvár (Hongrie)
- Lublin (Pologne)
- Osnabrück (Allemagne)
- Veliko Tarnovo (Bulgarie)
- Yingkou (Chine)

## Personnalités liées à la ville
- Ilia Kovaltchouk, joueur de hockey sur glace vedette de la LNH, est né à Tver.
- Darya Klishina, athlète russe spécialiste du saut en longueur, est née à Tver.
- Anastasia Huppmann, pianiste autrichienne d'origine russe, est née à Tver.
- Maria Galina (1958-), écrivaine russe, née à Tver.
- Oleg Lossev, pionnier de la radio et des cristaux détecteurs de signal.
- Nikolaï Ivanovitch Outkine (1780-1863), graveur de portraits, y est né.
- Boris Polevoï, romancier, y a grandi et travaillé.
- Olga Elberg (1972-), psychologue, expert invitée permanent sur la chaîne NTV, née à Tver.
- Natalia Nepryaeva, skieuse de fond, née à Tver.
- Léon Ngankam, neurochirurgien russe d'origine camerounaise.
- Antonina Seredina (1929-2016), kayakiste, double championne olympique, née à Tver.
- Alexandre Smirnov (1984-), patineur artistique, né à Tver.

## Sport
- FK Volga Tver, club de football.
- HK Tver, club de hockey sur glace.

## Source
Cet article comprend des extraits du Dictionnaire Bouillet. Il est possible de supprimer cette indication, si le texte reflète le savoir actuel sur ce thème, si les sources sont citées, s'il satisfait aux exigences linguistiques actuelles et s'il ne contient pas de propos qui vont à l'encontre des règles de neutralité de Wikipédia.